# Pyrellia cadaverina
Pyrellia cadaverina är en tvåvingeart som först beskrevs av Carl von Linné 1758.  Pyrellia cadaverina ingår i släktet Pyrellia och familjen husflugor. Inga underarter finns listade i Catalogue of Life.